# 巴迪托 (科羅拉多州)
巴迪托（英語：Badito）是位於美國科羅拉多州韋爾法諾縣的一個非建制地區。該地的面積和人口皆未知。

## 地理
巴迪托的座標為37°43′38″N 105°00′51″W / 37.72722°N 105.01417°W，而該地的平均海拔高度為1960米（即6430英尺）。